# Regno dell'isola di Man
Il Regno dell'isola di Man, noto anche come Regno di Man e delle Isole o più propriamente Regno delle Isole, comprese tra il IX e il XIII secolo l'isola di Man, le isole Ebridi, l'arcipelago del Firth of Clyde (quelle che i norvegesi chiamavano Suðreyjar, cioè "isole del sud") e, alla sua massima espansione, alla fine dell'XI secolo, anche le isole Orcadi e le Shetland (Norðreyjar o "isole del nord").
I dati storici sul regno e sui suoi sovrani sono frammentari e le date sono mere speculazioni almeno fino alla metà del X secolo. Il regno non fu continuo durante lo scorrere dei secoli, infatti in certi periodi i regnanti furono liberi da qualunque controllo esterno, mentre in altri furono sottoposti all'autorità dei sovrani di Norvegia, di Scozia, d'Inghilterra o d'Irlanda. L'influenza vichinga sulle isole iniziò attorno all'VIII secolo e non ci sono dubbi sul fatto che la dinastia di Uí Ímair giocò un ruolo preminente nel primo periodo. Le ostilità fra i re delle Isole e i sovrani d'Irlanda e il conseguente intervento dei sovrani di Norvegia, direttamente o attraverso i loro vassalli sono temi frequenti nella storia del regno. L'invasione di Magnus III di Norvegia nel tardo XI secolo diede luogo a una breve dominazione norvegese, ma presto i discendenti del sovrano Godred Crovan si ripresero le terre assicurandosi un lungo periodo di indipendenza. Questo stato di cose finì con Somerled alla cui morte, avvenuta nel 1164, il regno venne diviso in due parti. Un secolo dopo il regno perse definitivamente la propria indipendenza finendo annesso alla Scozia con il Trattato di Perth nel 1266.

## Geografia
Geograficamente il Regno delle isole comprendeva:
- L'isola di Man, collocata nel Mare d'Irlanda, tra l'Irlanda e la Gran Bretagna
- L'arcipelago del Firth of Clyde, le cui isole principali sono Arran e Bute
- Le isole Ebridi, divise in
  - Ebridi interne
  - Ebridi esterne

Mentre sotto i norvegesi anche le Orcadi e le Shetland furono controllate dai sovrani di Man. Inoltre, almeno in un primo momento, anche l'isola gallese di Anglesey avrebbe potuto far parte del regno.

## Storia

### Fonti

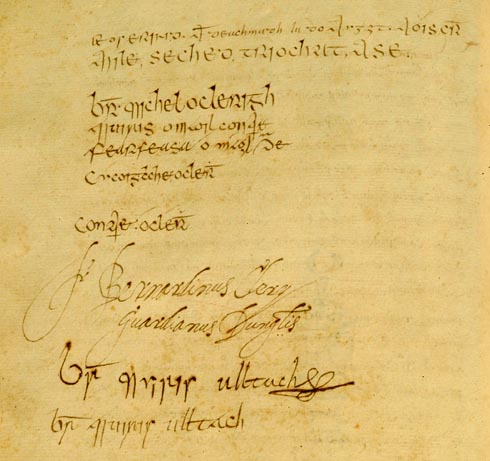
Pagina delle firme negli Annali dei Quattro Maestri

La presenza dell'Abbazia di Iona permise a quella parte della Scozia di avere una buona documentazione dal VI al IX secolo, poi nell'849 le reliquie di Columba di Iona vennero spostate per via delle numerose incursioni vichinghe e con esse sparirono i documenti diligentemente stesi dai monaci per almeno tre secoli. Per quel che riguarda le fonti relative alle Ebridi e per gran parte della Scozia settentrionale per il periodo compreso fra l'VIII e l'XI secolo sono quasi esclusivamente di provenienza irlandese, inglese o norvegese. Il più famoso testo norvegese è la Saga degli uomini delle Orcadi, che tuttavia andrebbe preso con cautela essendo basato su fonti orali che non vennero trascritte fino al XII-XIII secolo per mano degli islandesi. Le fonti inglesi sono senza dubbio più contemporanee, tuttavia v'è da notare che proprio in quel periodo la conquista delle Ebridi da parte dei norvegesi comportò sulle isole un grande mutamento culturale. I reperti archeologici relativi a quel momento storico sono piuttosto scarsi, specie se comparati con quelli risalenti al Neolitico o all'Età del ferro ritrovati nella stessa zona.

### Prime incursioni vichinghe nelle Ebridi

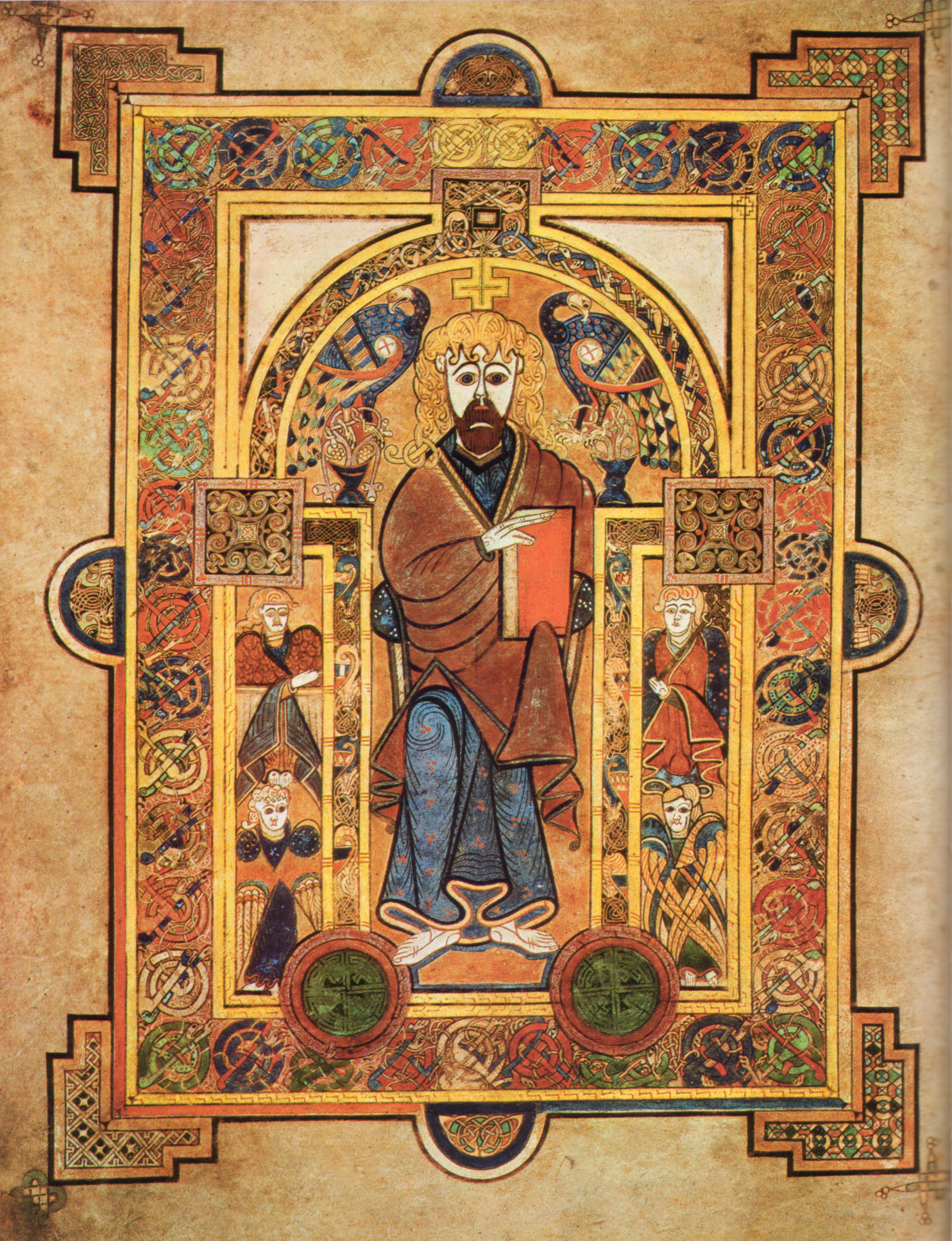
Folio 32v del Libro di Kells, che potrebbe essere stato prodotto dai monaci di Iona e portato in Irlanda per essere custodito a seguito dei ripetuti incursioni vichinge nelle Ebridi.

Prima che avvenissero le incursioni vichinghe le Ebridi meridionali facevano parte del regno Gaelico di Dalriada, al di fuori di esso le Ebridi interne ed esterne erano nominalmente sotto il controllo dei Pitti, anche se le notizie relative sono piuttosto scarse. Secondo alcuni storici quando e come i vichinghi occuparono le isole non è dato di sapere con certezza ed è una cosa che potrebbe non essere mai conosciuta con esattezza, in ogni caso dal 793 furono registrate parecchie incursioni vichinghe nelle isole britanniche, e Iona fu saccheggiata nell'803 e nell'806. I nomi di vari capi vichinghi, probabilmente stanziati in Scozia, ricorrono nelle cronache, Soxulfr nell'837, Turgesius nell'843 e Hakon nell'847, dal canto loro gli irlandesi ricordano un capo vichingo, Thorir, che prese le armi contro di loro nell'848.
Nel IX secolo si citano per la prima volta i Vichingo-gaelici nell'accezione di gaelici stranieri e fu usato periodicamente nel corso dei secoli, per indicare persone di ascendenza celtico-scandinava o riferita a quella cultura che divenne pian piano dominante nelle Isole, nel sud-ovest della Scozia e nell'Inghilterra settentrionale.
Secondo la Saga degli uomini delle Orcadi, nell'872 Harald I di Norvegia divenne il primo Re di Norvegia e molti dei suoi oppositori migrarono verso le Ebridi e le Isole del Nord che comprendevano al loro interno le Orcadi e le Shetland.
Harald inseguì e sottomise i propri nemici e incorporò le Isole del nord nel proprio regno entro l'875 ed entro la decade successiva anche le Ebridi finirono entro il suo controllo. L'anno seguente il capo locale delle Ebridi si ribellò ed Harald spedì Ketil Flatnose per sottomettere i rivoltosi, l'impresa gli riuscì se non che fu lui stesso a dichiararsi quale sovrano indipendente e "Re delle Isole" titolo che mantenne a vita. Ketil morì senza lasciare eredi e i dati sui quarant'anni seguenti sono piuttosto scarsi. Taluni storici notano che la storia di Ketil sembra essere stata scritta più tardi in modo da legittimare le pretese norvegesi su quei territori, un analogo problema si riscontra con Gofraid mac Fergusa, il supposto condottiero delle Ebridi del IX secolo e fondatore del Clan Donald, in questo caso si pensa che la sua figura sia stata creata secoli dopo per fini propagandistici del clan.

### Dinastia degliÍmar
Nell'870 il Dumbarton Rock fu messo sotto assedio da Amlaíb Conung e da Ímar, due re del nord che tornarono da Dublino alla Britannia l'anno seguente con numerosi ostaggi. Diventa dunque piuttosto probabile che l'egemonia scandinava fosse ormai significativa sulle coste occidentali della Scozia. Negli Annali frammentari d'Irlanda Amlaib viene definito come il figlio del re di Lochlann, regno che poteva includere anche l'Isola di Man, dando luogo ad una prima data papabile per un regno organizzato delle isole. Sempre la stessa fonte riferische che Amlaib soccorse il padre Gofraid di Lochlan dagli attacchi di altri vichinghi nell'872. Gofraid morì l'anno seguente e pare sia stato succeduto brevemente da Imar che morì nello stesso anno, mentre Amlaib spirò nell'874. Nell'878 morì il re dei pitti Aedh di Scozia e questo portò alla perdita di almeno una parte del loro regno. Poco prima i norvegesi erano arrivati a Man ed entro il 900 l'avevano conquistata. Nel 902 i vichinghi della dinastia Uí Ímair vennero cacciati da Dublino che non ripresero se non una dozzina di anni dopo e negli stessi anni un altro Imar, nipote del precedente, morì per mano di Costantino II di Scozia durante una battaglia in terra scozzese.
Per i norreni questi furono più dei contrattempi che delle sconfitte definitive. Gli Annali dell'Ulster ricordano terribili battaglie nel 914, fra cui quella in cui Ragnall ua Ímair sconfisse in una battaglia navale presso Man Bárid mac Oitir.

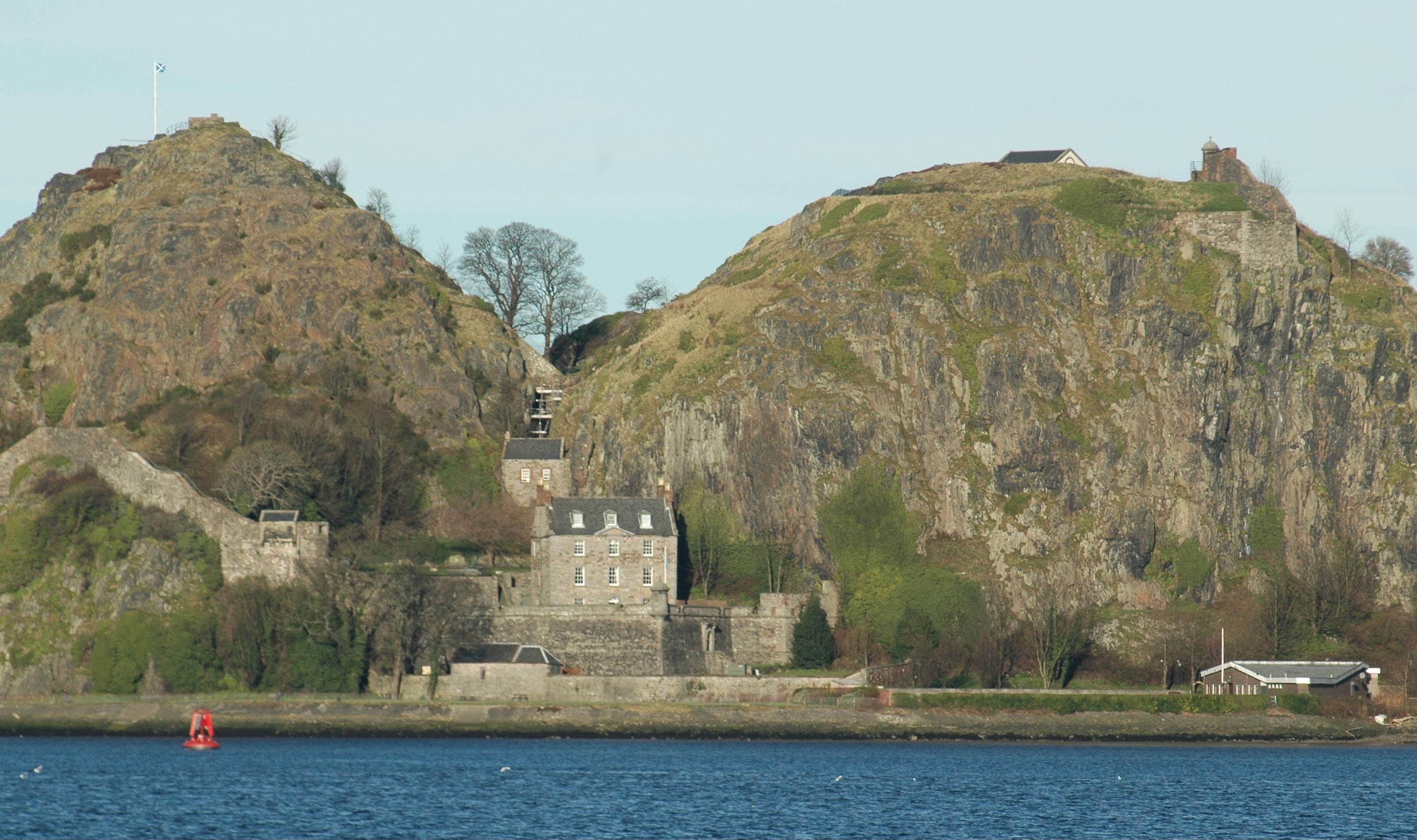
L'attuale castello di Dumbarton, sito dell'assedio da parte degli Uí Ímair.

Le prime quattro decadi del X secolo sono oscure ed è probabile che Ragnall abbia governato Man durante quel periodo, anche se il successivo sovrano registrato è Amlaíb Cuarán che succedette al trono del Regno di Northumbria dopo la morte di Amlaíb mac Gofraid nel 941 e anche a quello di Man. Il titolo di Mac Gofraid di Rex plurimarum insularum suggerisce che egli governasse sia Mann che le isole occidentali della Scozia.
Cuaran morì nel 980 o 981 dopo che si era ritirato dalla vita mondana ed era andato a vivere a Iona e fu succeduto da Maccus mac Arailt (morto 984 o 987), probabilmente uno dei suoi nipoti e a sua volta fu seguito dal fratello Gofraid mac Arailt (morto nel 989). Durante il loro regno essi lanciarono due grandi spedizioni contro l'Irlanda e Gofraid è ricordato per avere vinto una battaglia nel 987 combattuta ancora presso Man. Iona venne saccheggiata due volte, una nel 986 e l'altra nel 987, questo nonostante la pietà religiosa del loro predecessore. Tale battaglia viene ricordata negli Annali dell'Ulster come vinta da Gofraid e dalle forze danesi che provenivano dalla Scandinavia sotto il comando di Olaf I di Norvegia. I confini dei regni di questi sovrani sono ancora incerti, la complessità geografica della Scozia occidentale e la carenza di fonti scritte rendono difficili la definizione della loro portata esatta.

### Conti delle Orcadi e re di Dublino

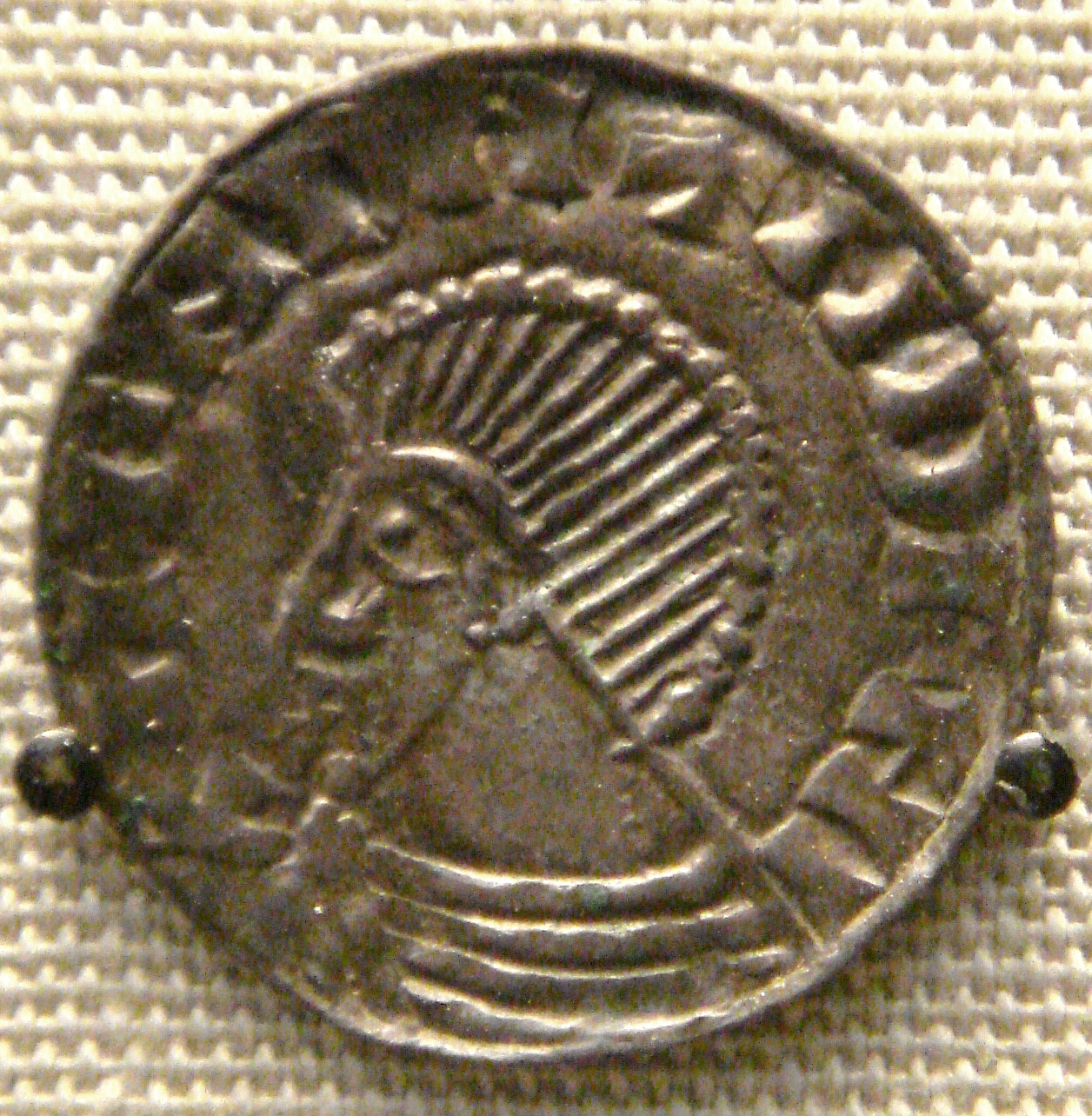
Una moneta postuma "Sihtric" dal British Museum, coniata a Dublino intorno al 1050

In questo periodo storico la Saga degli Uomini delle Orcadi diviene ancora una delle fonti principali. Nel 990 Sigurd il Forte, Conte delle Orcadi, prese il controllo delle Ebridi e vi pose a capo un proprio luogotenente (jarl), tale Gilli. Tuttavia nel 1004 il figlio di Gofraid, Ragnall mac Gofraid, riportò di nuovo le Isole alla loro indipendenza, se non che egli morì proprio in quell'anno, è anche possibile che la loro autorità fosse in qualche modo sovrapposta, con Gilli che regnava sul nord e Ragnall sul sud. Quando Ragnal morì, Sigurd riaffermò la propria autorità sulle isole fino alla battaglia di Clontarf del 1014 dove trovò la morte, e il comando delle isole passò a Håkon Eiriksson. Questi morì nel 1030 ed il potere passò a Amlaíb mac Sitriuc, uno dei discendenti di Amlaib Cuaran, al momento della morte avvenuta nel 1034 egli governava su Man e molte altre isole, egli faceva parte della dinastia di Ui Imair tuttavia il suo ruolo storico è effettivamente incerto poiché egli si incastra in un periodo in cui i norvegesi lo avrebbero preceduto e poi seguito nel controllo delle isole. Addirittura nelle Prophecy of Berchán si accenna al fatto che Malcolm II di Scozia potesse essere attivo ad Arran ed Islay proprio in quel periodo, questo per sottolineare la fluidità dell'influenza che norvegesi, irlandesi e scozzesi esercitavano sulla zona in quegli anni.
Il successivo sovrano delle isole fu Thorfinn il Forte, figlio di Sigurd, che detenne il potere dal 1035 al 1064 presunto anno della sua morte, in quegli anni le Isole mantennero viva la propria alleanza con la Norvegia, come suggerito dagli Annali di Tigernach che per il 1058 registrano come una flotta guidata dal re di Norvegia e dai re delle Orcadi, di Dublino e delle Ebridi andarono per assediare, senza successo, l'Inghilterra. Tale re norvegese era Magnus II di Norvegia che approfittò della morte di Thorfinn per estendere il proprio potere sulle Orcadi e le Ebridi.
Alla metà del X secolo Man tornò sotto l'egida degli Ui Imair nella persona di Echmarcach mac Ragnaill che governò Dublino dal 1036 al 1038 e poi dal 1046 al 1052 e che, forse, regnò anche su Rhinns, nel Galloway. A Echmarcach succedette Murchad mac Diarmata (morto nel 1070), seguito dal padre Diarmait mac Maíl na mBó (morto 7 febbraio 1072) Re supremo d'Irlanda. Come sovrani di Man sono anche indicati Fingal mac Gofraid e suo padre Gofraid mac Sitriuc, il destino delle Ebridi resta invece oscuro e si rischiara solo con l'arrivo sul trono di Godred Crovan.

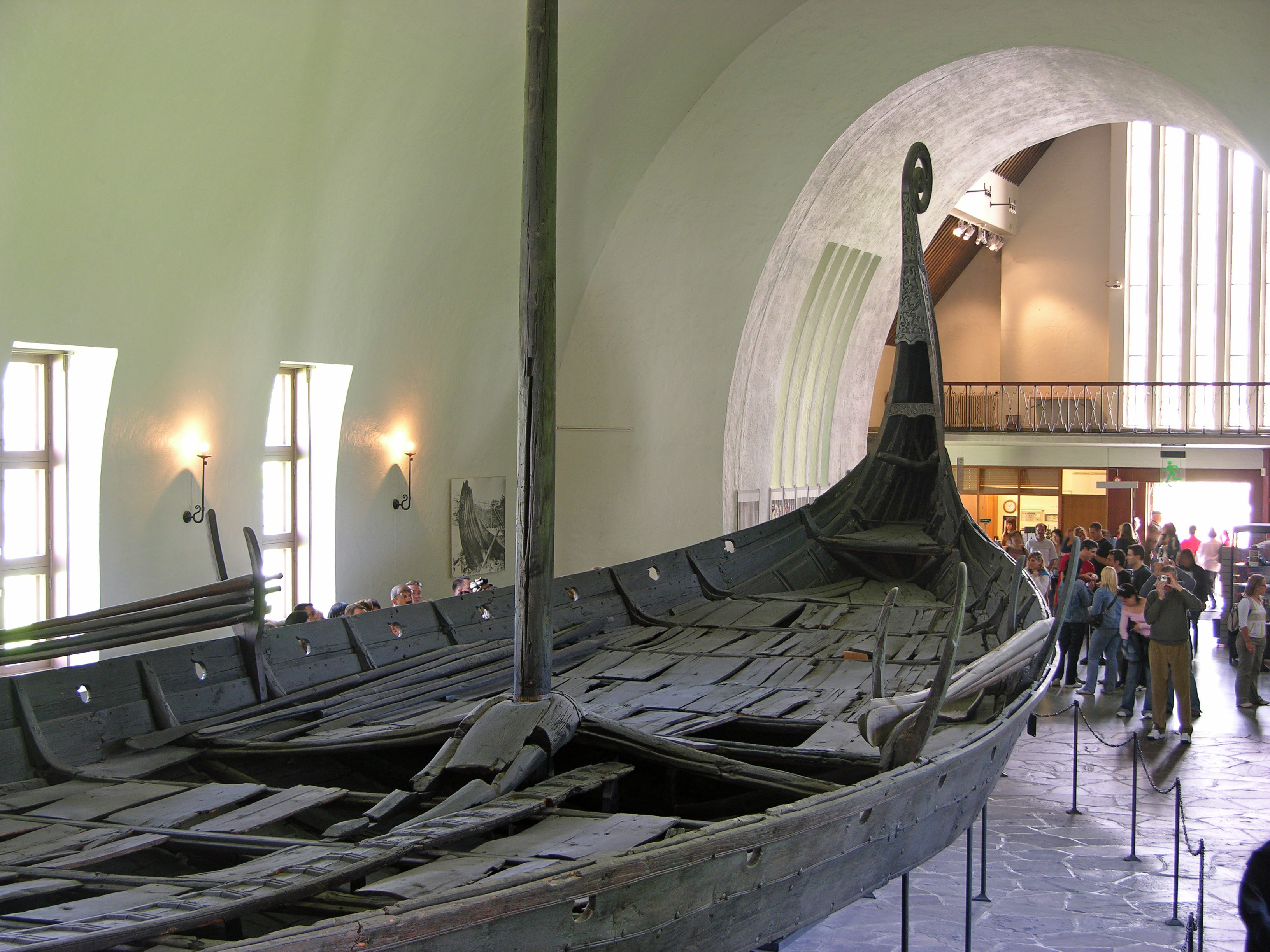
I resti della nave di Oseberg conservati nel Museo delle navi vichinghe di Oslo.

Godred era probabilmente figlio o nipote di Imar mac Arailt, re di Dublino, e per estensione discendente di Amlaib Cuaran ed era sopravvissuto alla disfatta che Harald III di Norvegia aveva subito nella Battaglia di Stamford Bridge del 1066 ed era quindi fuggito a Man. Di lui non si sa nulla fino al 1079 anno in cui prese l'isola a Fingal probabilmente con l'aiuto di qualche truppa proveniente dalle Ebridi Esterne, oltre a Man prese anche Dublino che tenne finché non venne scacciato da Muircheartach Ua Briain. Godred riparò quindi a Islay dove morì di peste nel 1095.

### Influenza norrena eUí Briain

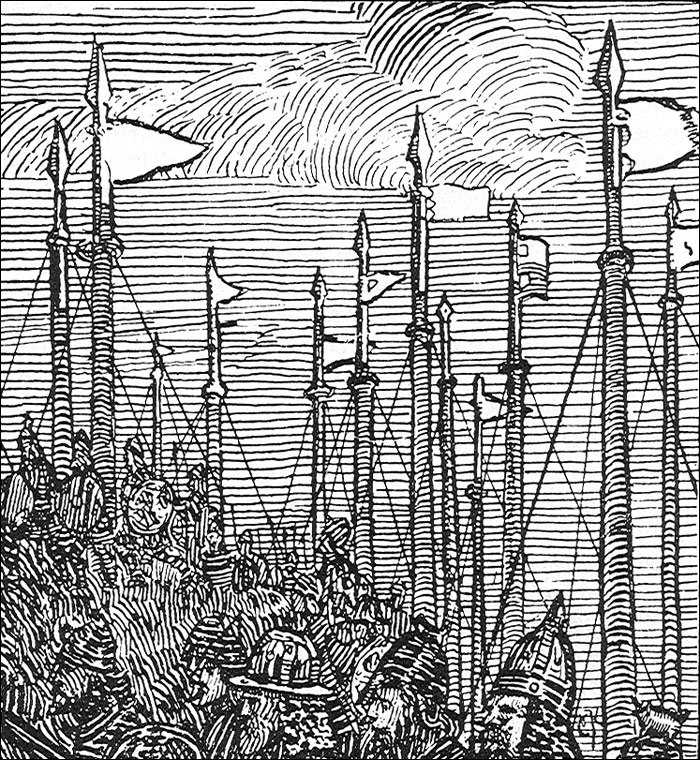
Le truppe di Magnus Barefoot in Irlanda.

Nel 1098 Magnus III di Norvegia ristabilì il controllo norvegese sulle isole, dapprima egli prese le Orcadi e poi le Ebridi e secondo la Heimskringla per questa campagna egli condusse la propria Drakkar entro l'istmo di East Loch Tarbert, con il risultato che tutta l'area restò sotto il controllo norvegese per circa dodici anni.
Nel 1098 Edgar di Scozia siglò una tregua con Magnus nella quale furono sanciti i confini ed Edgar dovette rincunciare ai propri diritti sulle Ebridi.
Nel 1102 Magnus condusse una spedizione in Irlanda e in cambio ottenne che Blathmin Ní Briain, la figlia del re, sposasse il proprio erede Sigurd I di Norvegia che venne lasciato come comandante delle isole. Tuttavia il 23 agosto 1103 Magnus venne ucciso e il giovane Sigurd fu ricacciato in patria senza la propria sposa. Con la morte di Magnus il governo di Man andò al figlio di Godred, Lagmann mac Gofraid, che si installò con l'apparente appoggio di Sigurd, egli quindi guidò una ribellione contro il fratello Harald e dopo averla vinta regnò per altri sette anni, dopodiché abdicò, si recò in pellegrinaggio a Gerusalemme e lì morì.
Quando Lagmann lasciò il potere, suo figlio era ancora troppo giovane per regnare e del trono s'impossessò, o con la forza o su invito della nobiltà delle isole, Domnall mac Taidc, nipote di Echmarcach mac Ragnaill, che divenne re delle Isole nel 1111. Tuttavia il suo regno fu breve, il suo modo di fare tirannico provocò una sollevazione ed egli dovette fuggire in Irlanda. Pochi anni dopo, Sigurd provò ad installare sul trono tale Ingemund, quando egli arrivò a Lewis mandò messaggeri ovunque perché i nobili delle Isole si riunissero per conferirgli il trono, tuttavia il comportamento suo e dei suoi uomini fu tale che i nobili benché già riuniti si ribellarono all'idea di un tale sovrano e incendiarono la casa dove Ingemund ed i suoi uomini vivevano.
Al trono salì quindi uno degli altri figli di Godred, Olaf I Godredsson (morto nel 1153) che passò diverso tempo alla corte di re Enrico I d'Inghilterra che lo incoraggiò a deprimere e ridurre le ambizioni degli irlandesi Ui Briain sul Mare d'Irlanda ed i territori limitrofi. Il regno di Olaf durò per quasi quarant'anni in uno Stato di relativa pace a esclusione del periodo in cui Óttar of Dublin (morto 1148) un nobile delle Ebridi si sollevò e conquistò Dublino tenendola per sei anni quando alla fine fu assassinato. Nel 1152 fu uno dei nipoti di Olaf a sollevarsi, attaccò Man e lo uccise.
Il ribelle nipote venne ucciso dal figlio di Olaf, Godred II Olafsson, che gli succedette. Sotto il suo regno si ricordano aspre battaglie contro gli Ui Briain e quando gli venne offerta la signoria di Dublino egli accettò.

### Somerled

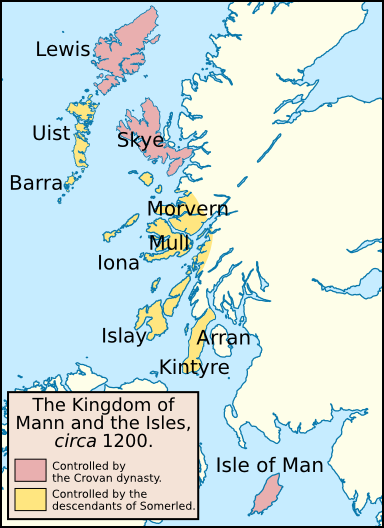
Le Suðreyjar intorno al 1200: le terre della dinastia Crovan e i discendenti di Somerled.

Lo stile di governo di Godred II fu dispotico e questo gli attirò non poche critiche e nemici e i conflitti derivanti dal suo modo di fare determinarono l'inizio della fine del Regno di Man e delle Isole come di un'unica entità posta sotto un unico signore. I potenti baroni delle isole cominciarono a complottare con Somerled Signore di Argyll, questi era un uomo dalle origini oscure e si sa solo che aveva sposato una delle figlie di Olaf I Godredsson. È possibile che egli abbia iniziato la sua carriera aiutando il suocero nello strappare il controllo delle Ebridi dai Conti delle Orcadi. La sua popolarità divenne tale che suo figlio Dubgall mac Somairle venisse annunciato come futuro re di tutte le Isole e quando Godred, che già stava regnando, udì che il cognato si muoveva in tal senso ingaggiò battaglia. I due si scontrarono nella battaglia navale dell'Epifania gennaio 1156 che si risolse in nulla di fatto e i due si accordarono in questo senso: Godred avrebbe governato su Man, le Ebridi interne settentrionali e quelle Esterne, mentre Somerled e suo figlio avrebbero governato le Ebridi Interne meridionali, Kyntire e le isole di Clyde. Nel 1158 Somerled invase Man, Godred dovette fuggire in Norvegia ed il primo divenne il re incontrastato di tutto il territorio.
Somerled morì nel 1164 assassinato nella propria tenda presso Renfrew mentre si preparava a invadere la Scozia. Godred poté tornare in patria e divise il territorio in modo da rispettare il patto che aveva fatto con Somerled con i suoi figli Ragnall mac Somairle, Dubgall mac Somairle e Áonghas mac Somhairle.

### Un regno diviso

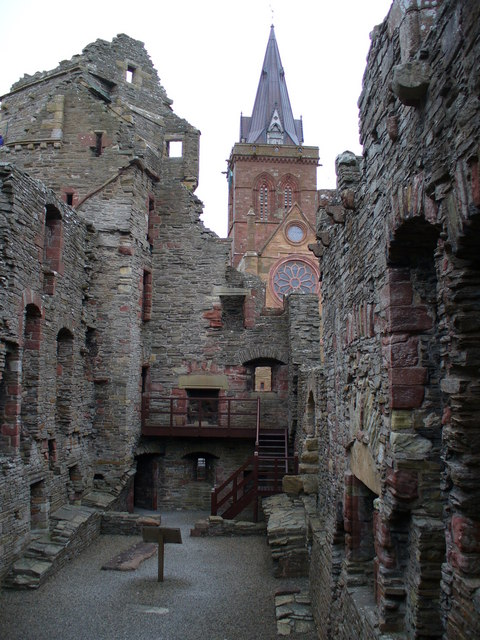
Il Palazzo del Vescovo di Kirkwall nelle Orcadi, dove Haakon Haakonarson, l'ultimo re norvegese a governare sulle Suðreyjar, morì nel 1263. Sullo sfondo, la guglia della cattedrale di San Magnus.

I figli di Somerled furono conosciuti con il titolo di Signore delle Isole ed i suoi figli diedero vita a diversi clan, Dubgall fondò il Clan MacDougall, mentre Ragnall fondò il Clan Macrauari e quello di Donald, mentre Aonghas ed i suoi tre figli furono uccisi nel 1210 presso Skye. In teoria i regni insulari dei discendendenti di Somerled andarono sotto l'influenza norvegese, mentre quelli collocati sulla terraferma si spostarono sotto il potere del Regno di Alba. In pratica poi per tutta la durata della vita di Somerled gli scozzesi avevano provato a impadronirsi delle isole. Nel 1249 Alessandro II di Scozia salpò con una flotta diretto a Kerrera, nelle Ebridi Interne, morì poco dopo, ma suo figlio Alessandro III di Scozia portò avanti il progetto. Queste manovre scozzesi portarono Haakon IV di Norvegia ad invadere la Scozia e tale conflitto culminò con la Battaglia di Largs del 1263, Haakon dovette riparare alle Orcadi dove morì. La sconfitta dei norvegesi portò Man, le Ebridi e tutte le altre isole sotto il controllo scozzese, come risultò dal Trattato di Perth del 1266.